# Dave Alford
Dave Alford (29 de septiembre de 1958) es un baterista estadounidense, popular por haber pertenecido a las bandas Rough Cutt, Jailhouse, Max Havoc y la primera versión de Ratt. En 1985 fue invitado por Ronnie James Dio a hacer parte de Hear n' Aid, un proyecto que buscaba recaudar fondos para mitigar el hambre en África, donde compartió escenario con algunos músicos importantes de la época, como Rob Halford de Judas Priest, Kevin DuBrow de Quiet Riot y Don Dokken de Dokken.

## Discografía

### Con Mickey Ratt
- The Garage Tape Dayz 78-81 (2000)
- In Your Direction (2004)

### Con Rough Cutt
- Rough Cutt (1985)
- Wants You! (1986)
- Rough Cutt Live (1996)

### Con Jailhouse
- Alive In A Mad World (1989)
- Jailhouse (1998)